# A'ana

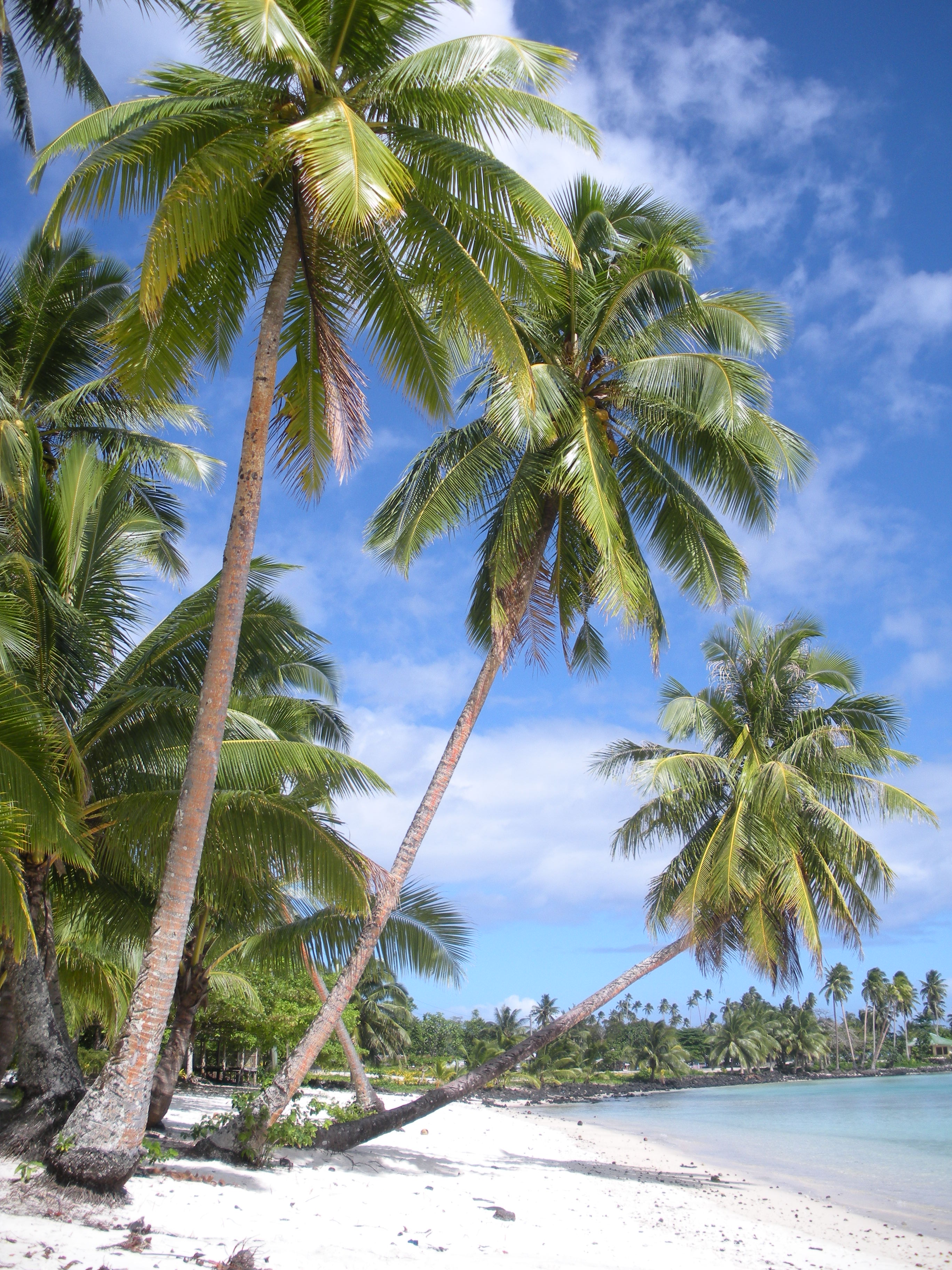
Littoral de Lefaga, plage « Retour au paradis », côte sud Upolu 2009

A'ana est un district des Samoa.